# El pacient intern
El pacient intern (anglès: The Adventure of the Resident Patient), un dels 56 contes de Sherlock Holmes escrits per Sir Arthur Conan Doyle, és un dels 12 contes del cicle recollits a Les memòries de Sherlock Holmes. La història es va publicar originalment a The Strand Magazine al Regne Unit i Harper's Weekly als Estats Units l'agost de 1893.
Doyle va classificar "L'aventura del pacient resident" en el divuitè lloc en una llista de les seves dinou històries preferides de Sherlock Holmes.

## Sinopsi
Holmes i Watson són consultats pel Dr. Percy Trevelyan, un jove metge de capçalera l'especialitat del qual són els trastorns neurològics. Dos anys abans, després d'haver estat un estudiant brillant però sense els diners per establir-se a la pràctica, Trevelyan va acceptar una estranya proposta de negoci presentada per un tal senyor Blessington. Blessington va comprar una casa a Brook Street, la va moblar, va pagar criats i va comprar tot el que el doctor Trevelyan podia necessitar; tot el que va havia de fer Trevelyan va ser instal·lar una sala de consulta, lliurar el 75% dels seus ingressos a Blessington i permetre que Blessington visqué a la casa com a pacient resident a causa dels seus problemes cardíacs. La inversió ha enriquit Blessington i Trevelyan s'ha convertit en un metge conegut i respectat.
No obstant això, fa uns mesos, Blessington va entrar en pànic després d'assegurar haver llegit un article de diari sobre un robatori proper; va insistir en posar més forts i altres mesures de seguretat estrictes, i també es va negar a sortir de casa durant diverses setmanes, només feia poc que havia reprès el seu hàbit de passejar al vespre. En segon lloc, la nit abans de la visita de Trevelyan a Holmes, un noble rus d'edat avançada i el seu fill van consultar el metge, a causa dels problemes del pare de catalèpsia. El fill va romandre a la sala d'espera mentre el pare parlava amb el metge; tanmateix, el vell senyor va patir un atac catalèptic mentre estava a la consulta. Trevelyan va passar uns quants minuts buscant una mica de nitrit d'amil, però tant pare com fill havien desaparegut quan va tornar amb ella. Van tornar a visitar l'endemà al vespre, demanant disculpes per creure erròniament que la consulta havia acabat el dia abans. Trevelyan va tornar a consultar el pare mentre el fill esperava fora. Després que la parella se n'anés, Blessington va tornar del seu passeig, va trobar petjades a la seva habitació i va tornar a entrar en estat de pànic, insistint en Trevelyan que anés a buscar Holmes per ajudar-lo.
Holmes i Watson tornen a Brook Street amb el metge, però Blessington es nega a admetre a Holmes per què òbviament té por per la seva vida, o per què hi ha homes després d'ell. En canvi, intenta fingir que té por que siguin lladres desconeguts, que venen després de la fortuna que guarda al pit als peus del seu llit (no confiant en banquers). Holmes finalment se'n va disgustat, i li aconsella a Blessington que no pot ajudar-lo tret que digui la veritat. Tanmateix, Holmes ha pogut, estudiant les petjades, confirmar la història del metge i eliminar-lo com a sospitós. Va ser el fill del noble qui va entrar dues vegades a l'habitació, primer mentre el seu pare (probablement) va simular tenir una crisi catalèptica el dia anterior, després una segona vegada mentre el metge estava ocupat consultant el pare, deixant petjades humides ja que aquell segon dia a fora feia força pluja. Tanmateix, Blessington havia sortit caminant les dues vegades, frustrant els seus enemics sense voler.
L'endemà al matí, Holmes i Watson tornen a Brook Street amb una citació de Trevelyan. Blessington ha estat trobat mort, pel que sembla haver-se penjat durant la nit. Holmes i l'inspector Lanner de Scotland Yard examinen l'escena; Holmes és capaç de trobar proves convincents (diferents marques de cigars/cendra, petjades, eines deixades enrere) que tres intrusos estaven a la casa aquella nit. Dos d'ells són el suposat "noble rus" i el seu fill; el tercer és desconegut. Els rètols indiquen que el trio va ser admès a la casa per un confederat, molt probablement el nou patge contractat . Aleshores van dur a terme una mena de procediment judicial simulat contra Blessington, el van "condemnar", el van penjar i es van retirar, el confederat va barrar la porta darrere d'ells.
Prenent una fotografia de Blessington, Holmes marxa a consultar els arxius de Scotland Yard, i torna amb la notícia que ha identificat a Blessington com a Sutton, un dels cinc membres de la Worthingdon Bank Gang. Els altres eren Cartwright, Biddle, Hayward i Moffat. Després que la banda hagués comès un robatori, Sutton va trair els seus quatre camarades a la policia per escapar de l'arrest. Cartright va ser penjat per assassinar el conserge del banc, i els altres tres van rebre llargues penes de presó. Sutton va canviar el seu nom a Blessington i es va mudar amb el doctor Trevelyan per amagar-se d'ells; el seu primer pànic havia estat quan va llegir de la seva sortida inesperadament anticipada de la presó. Com ell temia, finalment el van caçar i el van assassinar, per venjar Cartwright. Sutton havia estat incapaç de dir a Holmes la veritat de l'assumpte sense admetre la seva pròpia identitat, car estava massa espantat i avergonyit per fer-ho.
Lanner arresta el patge i instiga una recerca, però Biddle, Hayward i Moffat escapen del país. El cas contra la pàgina es trenca per manca de proves, i se sospita que els tres assassins van morir al naufragi del vaixell Nora Creina davant de la costa portuguesa.

## Historial de publicacions
"El pacient resident " es va publicar al Regne Unit a The Strand Magazine l'agost de 1893, i als Estats Units a Harper's Weekly el 12 d'agost de 1893. També es va publicar a l'edició nord-americana de The Strand Magazine el setembre de 1893. La història es va publicar amb set il·lustracions de Sidney Paget a The Strand, i amb dues il·lustracions de W.H. Hyde a Harper's Weekly.Va ser inclòs a The Memoirs of Sherlock Holmes, que es va publicar el desembre de 1893 al Regne Unit i el febrer de 1894 als Estats Units.
En moltes edicions, la història comença amb l'escena de "lectura mental" de Holmes de "L'aventura de la caixa de cartró", que es va afegir a aquesta història després que Doyle decidís que aquesta darrera història no s'havia d'incloure a Les memòries de Sherlock Holmes.

## Adaptacions

### Cinema i televisió
La història va ser adaptada com a curtmetratge mut de 1921 com a part de la sèrie de pel·lícules Stoll. Va protagonitzar-la Eille Norwood com a Holmes i Hubert Willis com a Watson, i va comptar amb Judd Green com a Blessington.
A l'adaptació televisiva de Granada de 1985 protagonitzada per Jeremy Brett, l'episodi presenta a Watson intentant aplicar els mètodes de Holmes per descobrir l'estat actual del seu amic, però en gran manera fracassa, tot i que Holmes admet que "hi ha un element de veritat en el que diu". Aquesta escena és molt a la manera de la paròdia escrita per Doyle "Com Watson va aprendre el truc", que també presenta a Watson fent conclusions incorrectes sobre Holmes. A prop del final de l'episodi, Watson inicialment té la intenció de titular les seves memòries del cas "El misteri del carrer Brook", però Holmes recomana el títol "El pacient intern". Durant els crèdits, Watson lluita amb variacions del suggeriment abans de decidir-se per "The Resident Patient".
El novè episodi de Sherlock Holmes in the 22nd Century, una reimaginació de ciència-ficció d'algunes de les històries de Doyle en què Holmes torna a la vida per combatre un clon de Moriarty, es basa en aquesta història amb canvis significatius. Blessington és un cirurgià plàstic que va ser coaccionat per Martin Fenwick, un seqüela de Moriarty i alguns macarons, a utilitzar la seva tecnologia experimental d'emmotllar la cara d'un altre, a més d'emmascarar l'ADN del subjecte durant un breu temps abans que els efectes desapareguessin. Blessington sobreviu en aquesta versió.

### Ràdio
Edith Meiser va adaptar la història com a episodi de la sèrie de ràdio nord-americana The Adventures of Sherlock Holmes que es va emetre el 12 de gener de 1931, amb Richard Gordon com Sherlock Holmes i Leigh Lovell com el Dr. Watson. Un remake del guió es va emetre el 14 de març de 1936 (amb Gordon com a Holmes i Harry West com a Watson).
Edith Meiser també va adaptar la història com a episodi de la sèrie de ràdio nord-americana The New Adventures of Sherlock Holmes], amb Basil Rathbone com a Holmes i Nigel Bruce com a Watson, que es va emetre el 23 de febrer de 1941.
Michael Hardwick va dramatitzar la història com una adaptació radiofònica del BBC Light Program que es va emetre el 1961, com a part de la sèrie de ràdio 1952–1969 protagonitzada per Carleton Hobbs com Holmes i Norman Shelley com Watson, amb Hamilton Dyce com Trevelyan.
"The Resident Patient" va ser dramatitzat per a la BBC Radio 4 el 1992 per Peter Ling com a part de la sèrie de ràdio 1989-1998 protagonitzada per Clive Merrison com Holmes i Michael Williams com Watson. Va comptar amb Robert Lang com a Blessington, Adjoa Andoh com a Maria i David Kossoff com al comte Orlovsky.
La història va ser adaptada com a episodi de The Classic Adventures of Sherlock Holmes, una sèrie del programa de ràdio nord-americà Imagination Theatre, protagonitzada per John Patrick Lowrie com Holmes i Lawrence Albert com Watson. L'episodi es va emetre el 2009.